# جزيرة الرحمانية
جزيرة الرحمانية، جزيرة نهرية في فرع رشيد بنهر النيل في مصر، تتبع مركز الرحمانية بمحافظة البحيرة، فهي في مقابل مدينة دسوق مباشرة من جهة، ومن جهة أخرى مقابل لمركز الرحمانية على الضفة الأخرى.
تعد جزيرة الرحمانية محمية طبيعية ضمن محميات جزر نهر النيل، وذلك بقرار رئيس مجلس الوزراء رقم 1969 لعام 1998.

## تاريخ
عُرفت جزيرة الرحمانية قديماً بـ جزيرة دسوق لارتباطها الشديد بتاريخ مدينة دسوق على مر العصور، كما حصل في عصر الأشرف خليل بن قلاوون؛ والذي كان يعاصر الإمام إبراهيم الدسوقي. فبعد أن وقع السلطان ضحية وشايات من جانب حاشيته ضد الإمام، قابل السلطان الشيخ الدسوقي بمدينة دسو ليتعذر له عما حدث، ثم عرض عليه ما شاء من العقار والمال، فرفض أن يطلب شيئاً لنفسه، وطلب من السلطان أن يترك نصف جزيرة الرحمانية المواجهة لدسوق للفقراء ينفقون منها على مصالحهم، فوافق. فبشره الشيخ بالنصر على الصليبيين في عكا.

## الطرق والمواصلات

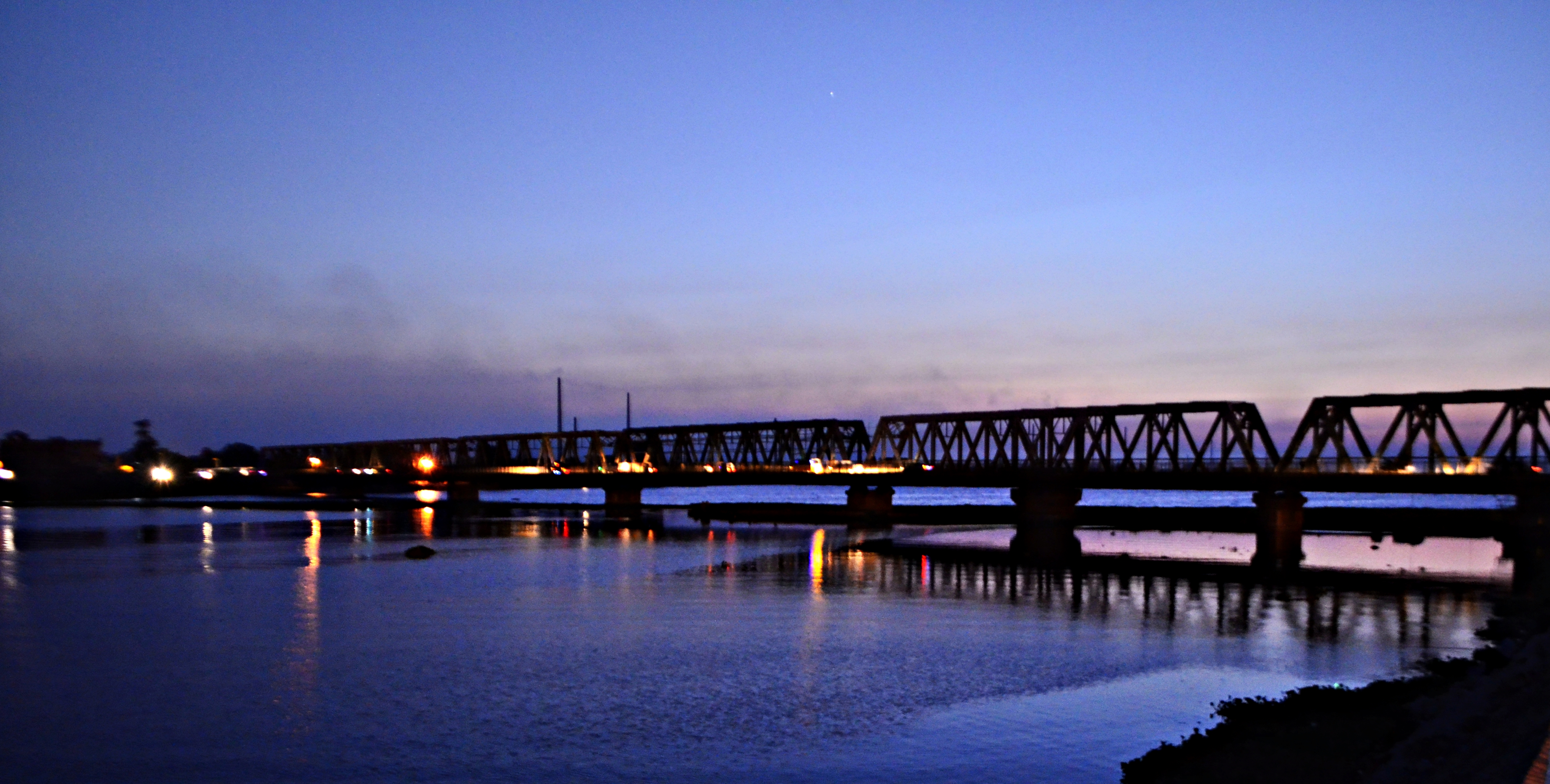
كوبري دسوق.
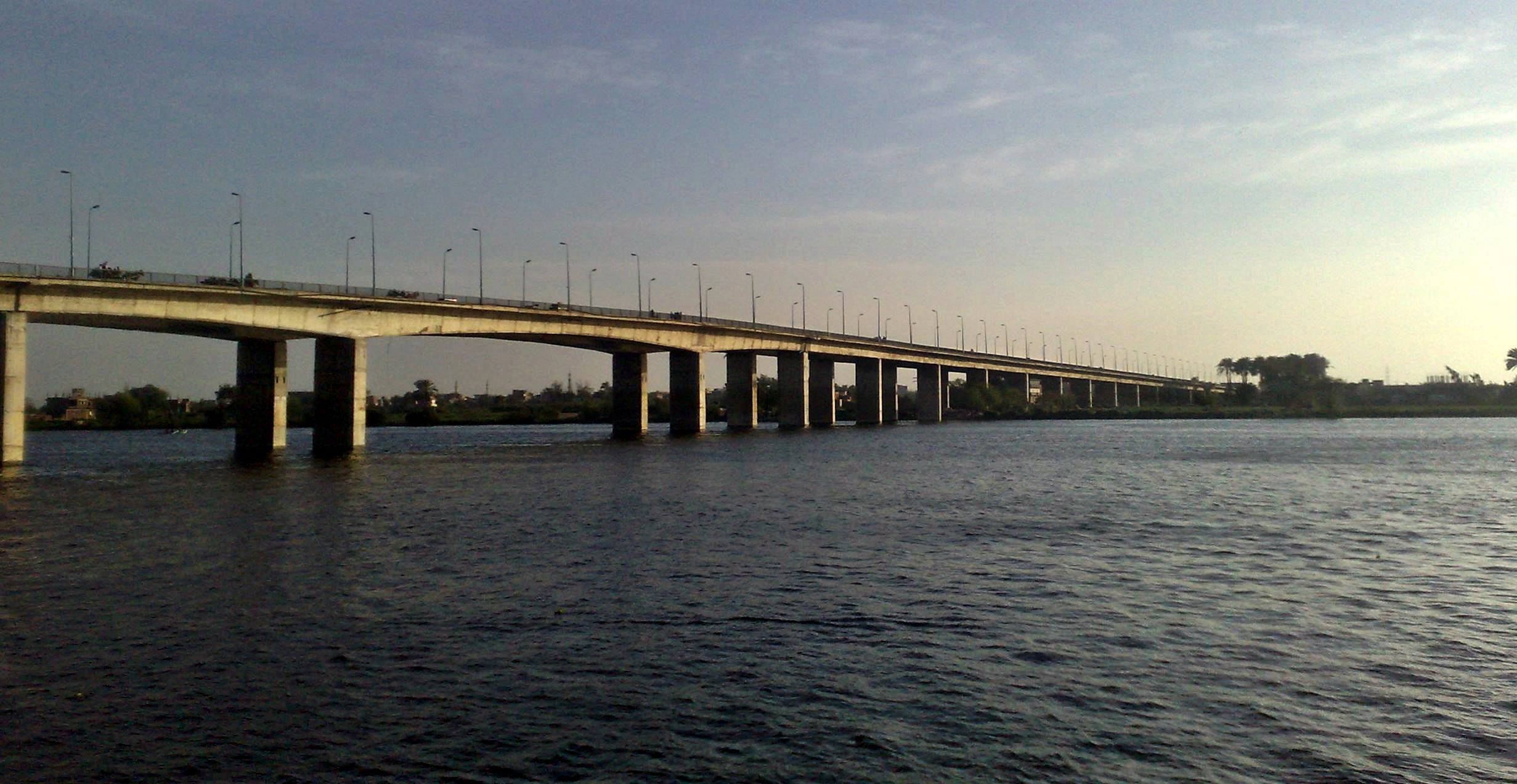
كوبري دسوق العلوي.

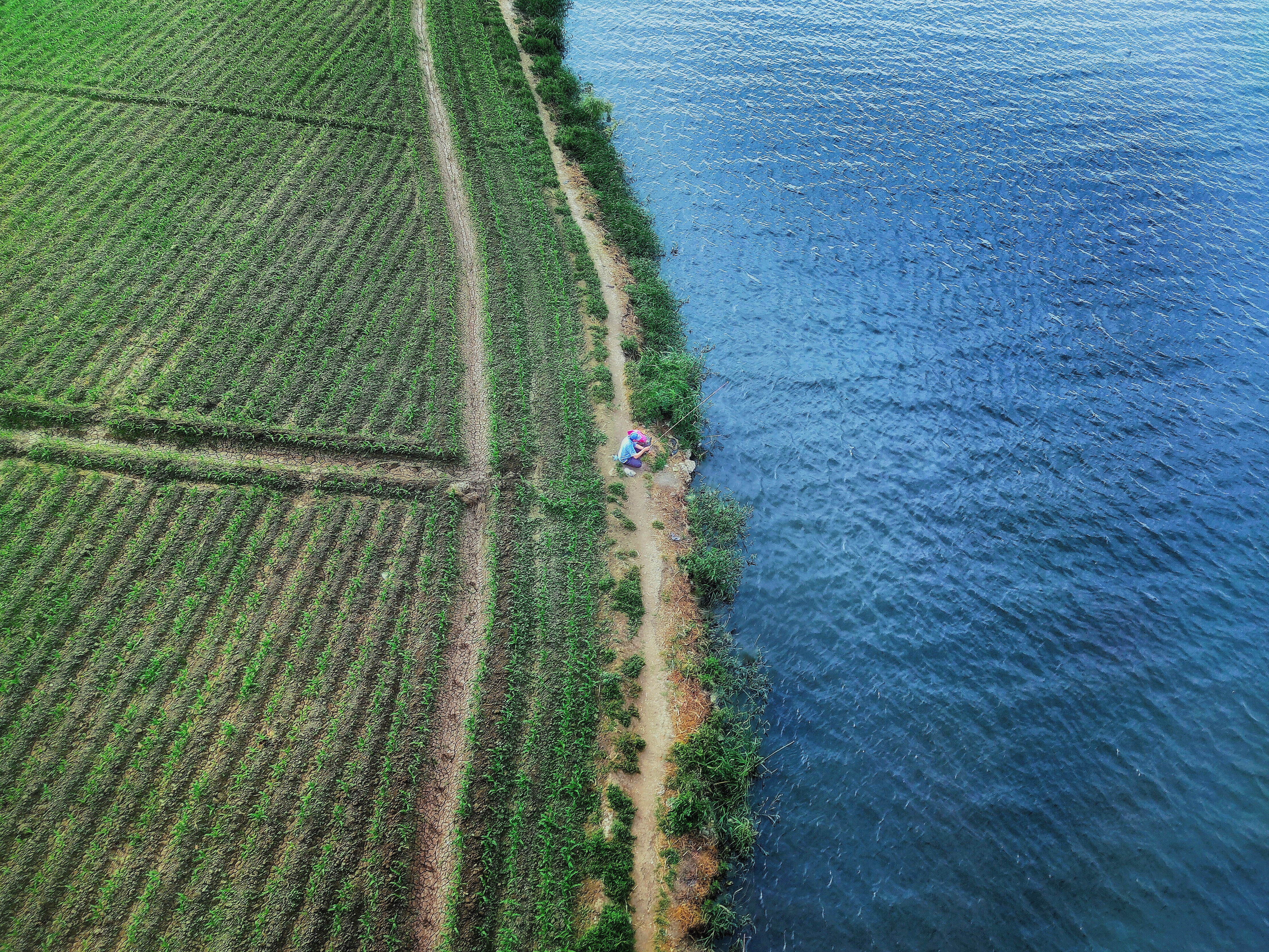
هواة الصيد يرتادون ضفاف جزيرة الرحمانية.

مقام عليها 2 كوبري لكي يتم ربط مدينة دسوق بمحافظة البحيرة، وهم:
- كوبري دسوق، ويشمل على حارتين للسيارات يتوسطهما شريط السكة الحديد، ومن هذا الطريق يصل الجزيرة بمدينة دسوق من ناحية، ومركز الرحمانية من الجهة الأخرى.[4]
- كوبري دسوق العلوي.

أما من ناحية المواصلات فهي لا تحتاج لمواصلات حالياً لقربها الشديد لمدينة دسوق خصوصاً، لدرجة جعلت أهلها -وأهل مركز الرحمانية- بالمطالبة بالانضمام لمدينة دسوق وجعلها جزء منها، وانفصال دسوق والرحمانية عن محافظتي كفر الشيخ والبحيرة، وإنشاء محافظة جديدة باسم محافظة وادي النيل، وقد رفض هذا الطلب الشعبي في عهد رئيس الوزراء الأسبق عاطف عبيد.